# Kheireddine Kherris
Kheireddine Kherris (ur. 8 maja 1973 w Tilimsanie) – piłkarz algierski grający na pozycji obrońcy.

## Kariera klubowa
Całą swoją karierę piłkarską Kherris spędził w klubie WA Tlemcen. W 1992 roku zadebiutował w jego barwach w pierwszej lidze algierskiej i grał w nim do końca swojej kariery, czyli do 2010 roku. Wraz z WA Tlemcen zdobył dwa Puchary Algierii w latach 1998 i 2002 oraz wygrał Arabską Ligę Mistrzów w 1998 roku.

## Kariera reprezentacyjna
W reprezentacji Algierii Kherris zadebiutował w 1992 roku. W 1998 roku został powołany do kadry na Puchar Narodów Afryki 1998. Na nim był rezerwowym i nie rozegrał żadnego spotkania. Od 1992 do 1998 roku wystąpił w 17 meczach kadry narodowej i zdobył 1 gola.